# Villa de Álvarez
Villa de Álvarez è un comune e città del Messico, situato nello stato di Colima.